# Návrat nezdárné matky
Návrat nezdárné matky (v anglickém originále My Mother the Carjacker) je 2. díl 15. řady (celkem 315.) amerického animovaného seriálu Simpsonovi. Scénář napsal Michael Price a díl režírovala Nancy Kruseová. V USA měl premiéru dne 9. listopadu 2003 na stanici Fox Broadcasting Company a v Česku byl poprvé vysílán 16. září 2006 na stanici ČT2.

## Děj
V pořadu Kenta Brockmana na Kanálu 6 se v pořadu Oops Patrol se objeví vtipný titulek, kterého si všimne Marge a pošle ho městu, za což od něj dostane tričko zdarma a další výhody. Závistivý Homer se pokouší najít svůj vlastní vtipný titulek, aby i on mohl vyhrát tričko. Homer stráví následující noc s novinami polepenými na stěně ložnice a vyčerpává se hledáním. Najde článek s názvem „Největší pizza na světě“. První písmena každého řádku hláskují pozvánku pro Homera, aby se o půlnoci s někým sešel na nadjezdu na Čtvrté ulici. Vzbudí Barta, aby mohli jít oba. Když dorazí k nadjezdu, ukáže se, že tajemnou osobou je Mona Simpsonová, Homerova matka. 
V bistru u nadjezdu Mona vysvětlí, že ji vláda stále pronásleduje kvůli jejímu zločinu, kterým byla sabotáž bakteriologické laboratoře pana Burnse. Nostalgii v ní vzbudila makarónová tužka, kterou pro ni Homer vyrobil, když mu bylo pět let, a její liberální články ve Springfieldském šmejdilovi zveřejnily příběh o obří pizze, jenž Homera nalákal. Do bistra dorazí šéf Wiggum, Eddie a Lou, jenž Monu pozná. Servírka Hora nechá Homera, Monu a Barta utéct zadním vchodem poté, co jí dají spropitné. Jakmile odjedou, vrazí Homer do budovy policejní stanice, kde je Mona zatčena a postavena před soud. Homer je rovněž postaven před soud a po dlouhé bezradné pauze vysloví srdceryvnou prosbu, aby mu už nikdy neodváděli matku. Hluboce dojatá porota Monu k Burnsovu vzteku osvobodí. 
Mona dohání Homerovo zameškané dětství – koupe Homera, sleduje jej ve školním představení, plete pro něj, učí jej jezdit na kole a vidí rekonstrukci Bartova narození. Aby byla Mona více vítána, ukradne Homer z domu Neda Flanderse celý pokoj, aby mohla mít svou vlastní ložnici. Burns přejmenuje svou Laboratoř proti bakteriální válce na „Muzeum míru a dětské interaktivní učebny babičky Simpsonové“ za jásotu davu přihlížejících. Burns požádá Monu, aby se jako první podepsala do návštěvní knihy muzea. Když se podepisuje, popichována Burnsem říká, že se při návštěvě národních parků podepisovala pod falešnými jmény, což je federální přestupek. Vyskočí federální agenti a zatknou ji. Líza řekne Homerovi, že nesouhlasí s tím, co vláda s Monou udělala, a nechtěně vnukne Homerovi nápad, jak Monu z vězení vysvobodit. 
Druhý den Homer a Bart obelstí autobus, který převáží odsouzené ženy do vězení, aby zastavil, a to tak, že změní ceduli na návěstidle a zobrazí varování před sněhovou bouří. Když řidiči vystoupí, aby nasadili řetězy na pneumatiky, Homer ukradne autobus a osvobodí odsouzené, zatímco je policie pronásleduje. Protože Mona nechce, aby byl Homer uvězněn a opustil své děti jako ona, omráčí ho a vystrčí z autobusu. Homer sleduje, jak autobus letí ze skály do jezera, kde vybuchne a je zasypán sesuvem kamení. 
Simpsonovi uspořádají Moně pohřeb a vzdají jí úctu, ale rakev (naplněná odpadky z minulého týdne) se náhle sesune pryč a spadne do lesa. Později v noci si Homer prohlíží novinové titulky a najde článek, ve kterém je přes přední i zadní stranu stránky napsáno první písmeno každého řádku „IMOK“ („Jsem v pořádku.“). Považuje to za další vzkaz od matky, že je stále naživu, a jde spát. Přehlédne však článek o obřím tacu, v němž Mona zašifrovala dlouhý vzkaz, který vysvětluje, že utekla z autobusu před jeho havárií a odjela stopem z města.

## Kulturní odkazy
Anglický název dílu je odkazem na seriál My Mother the Car. Píseň, kterou Mona zpívá s odsouzenými, je „I Fought the Law“. Píseň, jež hraje během montáže ze 60. let, je verzí „All Along the Watchtower“ od Jimiho Hendrixe. Montáž končí slovy Johna Wayna jako hosta v pořadu Rowan and Martin's Laugh-In: „You bet your sweet bippy“, což je hláška z tohoto pořadu. Během scén s Homerem, jenž pro svou matku přehrává své dětství, hraje skladba „Mother and Child Reunion“ od Paula Simona, a když si Homer nechává dělat otisky obrázků své matky, je možno slyšet píseň „Mother“ od Johna Lennona. Homerova replika „Bless the loom that fruited you“ je odkazem na Fruit of the Loom.

## Přijetí
Během původního vysílání díl získal 12,4 milionu diváků a prohrál s reprízou Čtyřprocentní trojky (12,6 milionu diváků). Epizoda byla nominována na Cenu Sdružení amerických scenáristů. Server IGN zhodnotil výkon Glenn Closeové jako 25. nejlepší hostování v historii seriálu.